# Villa Ensi

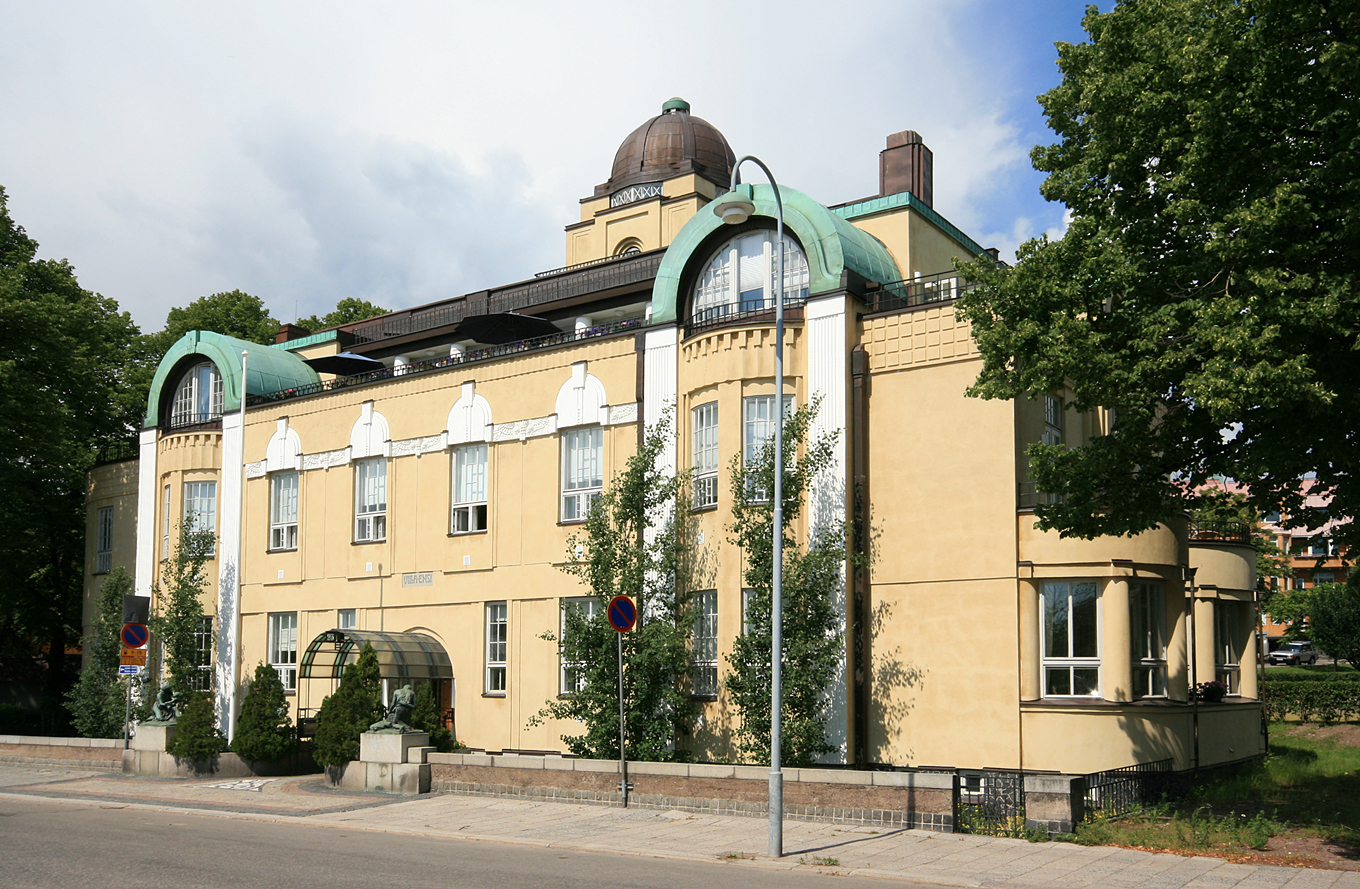
Villa Ensi i Helsingfors i Eira.

Villa Ensi är en kulturhistoriskt värdefull byggnad i Helsingfors i Eira vid Havsgatan. Byggnaden är ritad av arkitekt Selim A. Lindqvist. Den byggdes mellan åren 1910 och 1912 av Uno Staudinger som förlossningssjukhus för Ida och Maria Rytkönens disposition. Uno Staudingers och hans hustrus Johannas dotter Ensi hade fötts på förlossningsanstalt ägd av systrarna Rytkönen, och Staudinger ville bygga ett nytt och bättre sjukhusbyggnad för dem. 
Byggnaden fungerade inte så länge som sjukhus: under 1930-talet blev byggnaden ett bostadshus. Staudingers dotter Ensi Karasuo var en av byggnadens bosatta och samtidigt byggnadens ägare. Hon sålde byggnaden 1987. Villa Ensi fungerar numera som servicehus.